# Mrtvi kanjon
Mrtvi kanjon je epizoda serijala Mali rendžer (Kit Teler) obјavljena u Lunov magnus stripu #235. Epizoda je objavljena premijerno u bivšoj Jugoslaviji u januaru 1977. godine. Koštala je 8 dinara (0,44 $; 1,1 DEM). Izdavač јe bio Dnevnik iz Novog Sada. Epizoda je imala 78 strana. Naslovna strana predstavlja kopiju Donatelijeve naslovnice za originalni #62 iz 1969. god. Ovo je 2. deo duže epizode koja počela u #234. pod nazivom Kit je nestao.

## Originalna epizoda
Prvi deo epizode je premijerno objavljen u Italiji u svesci #102 pod nazivom Il grande vecchio (ital. Veliki starac) objavljena u maju 1972. Sveska je koštala 200 lira (0,32 $; 1,27 DEM). Epizodu je nacrtao Frančesko Gamba, a scenario napisao Andrea Lavecolo. Originalne korice nacrtao je Franko Donateli, tadašnji crtač Zagora.

## Kratak sadržaj
Kit i Frenki uspevaju da savladaju obojicu razbojnika u Pećini spavača. U Pećini nailaze na desetine tela usnulih Indijanaca. Međutim, uskoro nailaze na čoveka koji se predstavlja kao Veliki starac. Stara kaže da je Pećina sveto indijansko mesto i da će svi oni koji su je skrnavili morati da umru. Kit i Frenki uspevaju da savladaju Starca i vode ga sa sobom van pećine. Starac uspeva da im pobegne, ali gine od ugriza otrovne zmije. Pomoću dimnih signala, Kit doziva ostale rendžere, koji dolaze da ih spasu. Jedan od rendžera prepoznaje Starca, te ostalima ispriča njegovu istoriju.

## Godište Kita Telera
U jednom trenutku, Mozes Teler (Kitov otac) kaže da će za koji dan Kit napuniti 16 godina. Na kraju epizode, rendžeri Kitu poklanjaju britvu za brijanje. Po hronologiji koja je uspostavljena u epizodi Danhevnovi naslednici (LMS190), u ovoj epizodi bi trebalo da bude 1877. godina.

## Reprize
U Italiji je ova epizoda reprizirana u  #51. edicije Edizioni If, koja je izašla 14. avgusta 2016. Koštala je €10. U Hrvatskoj je ova sveska pod nazivom Kit je nestao objavljena u 2022. Koštala je 39,9 kuna. U Srbiji je prodavana za 450-490 dinara.

## Prethodna i naredna sveska Malog rendžera u LMS
Prethodna sveska Malog rendžera u LMS nosila je naziv Kit je nestao (#234), a naredna U srcu džungle (#238).